# Академическая гребля на летних Олимпийских играх 2008 — восьмёрки (мужчины)
Соревнования восьмёрок в академической гребле среди мужчин на летних Олимпийских играх 2008 прошли с 11 до 16 августа. Приняли участие 72 спортсмена из 8 стран.
Курсивом показаны рулевые.

## Призёры
| Золото | Серебро | Бронза |
| Канада Кевин Лайт · Бен Ратледж · Эндрю Бирнс · Джейк Ветцель · Малкольм Ховард · Доминик Сейтерль · Адам Крик · Кайл Хэмилтон · Брайан Прайс | Великобритания Алекс Партридж · Том Столлард · Том Люси · Ричард Эджингтон · Джош Уэст · Аластер Хиткоут · Мэтт Лэнгридж · Колин Смит · Эйсер Нетеркотт | США Бо Хупмен · Мэтт Шнобрич · Майка Бойд · Уайетт Аллен · Дэниел Уолш · Стивен Коппола · Джош Инман · Брайан Вольпенхайн · Маркус Макэлхенни |

## Рекорды
| Мировое лучшее время | США Джейсон Рид, Уайетт Аллен, Крис Аренс, Джозеф Хансен, Мэтт Дикин, Дэн Бири, Бо Хупмен, Брайан Вольпенхайн, Пит Чиполлоне | 5:19,85 | Афины, Греция | 2004 год |

## Соревнование

### Отборочные гонки
Занявшие 1 места проходят в полуфинал, остальные в дополнительную гонку.
| Место | Спортсмены | Результат |
| ----- | --- | --------- |
| 1     | Канада Кевин Лайт, Бен Ратледж, Эндрю Бирнс, Джейк Ветцель, Малкольм Ховард, Доминик Сейтерль, Адам Крик, Кайл Хэмилтон, Брайан Прайс                                  | 5:27,69   |
| 2     | Польша Себастьян Косёрек, Михаль Ставовски, Патрик Бжезински, Славомир Крушковски, Рафаль Хеймей, Марцин Бжезински, Войцех Гуторски, Миколай Бурда, Даниель Трояновски | 5:34,95   |
| 3     | Нидерланды Оливир Сигелар, Рогир Блинк, Мейндерт Клем, Йозеф Классен, Давид Кёйпер, Митчел Стенман, Олаф ван Андел, Дидерик Симон, Петер Вирсум                        | 5:40,43   |
| 4     | Австралия Дэвид Деннис, Семюэль Лох, Джеймс Чапмен, Том Лорич, Джереми Стивенсон, Джеймс Томкинс, Сэм Конрад, Стефен Стюарт, Марти Рэбьёнс                             | 6:55,59   |

| Место | Спортсмены | Результат |
| ----- | --- | --------- |
| 1     | Великобритания Алекс Партридж, Том Столлард, Том Люси, Ричард Эджингтон, Джош Уэст, Аластер Хиткоут, Мэтт Лэнгридж, Колин Смит, Эйсер Нетеркотт          | 5:25,89   |
| 2     | США Бо Хупмен, Мэтт Шнобрич, Майка Бойд, Уайетт Аллен, Дэниел Уолш, Стивен Коппола, Джош Инман, Брайан Вольпенхайн, Маркус Макэлхенни                    | 5:29,60   |
| 3     | Китай Цюй Сяомин, Ван Цзинфэн, Лю Чжэнь, Хэ И, Чжэн Чуаньци, Чжоу Иньань, Чжан Юнцян, Ван Сяндан, Чжан Дечан                                             | 5:35,09   |
| 4     | Германия Флориан Айхнер, Себастьян Маттиас Шмидт, Маттиас Флах, Филипп Нарун, Йохен Урбан, Флориан Меннинген, Криштоф Вилке, Андреас Пенкнер, Петер Тиде | 5:37,56   |

### Дополнительная гонка
Занявшие 1-4 места проходят в финал A, остальные в финал B.
| Место | Спортсмены | Результат |
| ----- | --- | --------- |
| 1     | США Бо Хупмен, Мэтт Шнобрич, Майка Бойд, Уайетт Аллен, Дэниел Уолш, Стивен Коппола, Джош Инман, Брайан Вольпенхайн, Маркус Макэлхенни                                  | 5:38,95   |
| 2     | Австралия Дэвид Деннис, Семюэль Лох, Джеймс Чапмен, Том Лорич, Джереми Стивенсон, Джеймс Томкинс, Сэм Конрад, Стефен Стюарт, Марти Рэбьёнс                             | 5:40,31   |
| 3     | Нидерланды Оливир Сигелар, Рогир Блинк, Мейндерт Клем, Йозеф Классен, Давид Кёйпер, Митчел Стенман, Олаф ван Андел, Дидерик Симон, Петер Вирсум                        | 5:42,62   |
| 4     | Польша Себастьян Косёрек, Михаль Ставовски, Патрик Бжезински, Славомир Крушковски, Рафаль Хеймей, Марцин Бжезински, Войцех Гуторски, Миколай Бурда, Даниель Трояновски | 5:42,92   |
| 5     | Китай Цюй Сяомин, Ван Цзинфэн, Лю Чжэнь, Хэ И, Чжэн Чуаньци, Чжоу Иньань, Чжан Юнцян, Ван Сяндан, Чжан Дечан                                                           | 5:42,97   |
| 6     | Германия Флориан Айхнер, Себастьян Маттиас Шмидт, Маттиас Флах, Филипп Нарун, Йохен Урбан, Флориан Меннинген, Криштоф Вилке, Андреас Пенкнер, Петер Тиде               | 5:47,05   |

### Финалы

#### Финал B
| Место | Спортсмены | Результат |
| ----- | --- | --------- |
| 1     | Китай Цюй Сяомин, Ван Цзинфэн, Лю Чжэнь, Хэ И, Чжэн Чуаньци, Чжоу Иньань, Чжан Юнцян, Ван Сяндан, Чжан Дечан                                             | 5:34,59   |
| 2     | Германия Флориан Айхнер, Себастьян Маттиас Шмидт, Маттиас Флах, Филипп Нарун, Йохен Урбан, Флориан Меннинген, Криштоф Вилке, Андреас Пенкнер, Петер Тиде | 5:36,89   |

#### Финал A
| Место | Спортсмены | Результат |
| ----- | --- | --------- |
| 1     | Канада Кевин Лайт, Бен Ратледж, Эндрю Бирнс, Джейк Ветцель, Малкольм Ховард, Доминик Сейтерль, Адам Крик, Кайл Хэмилтон, Брайан Прайс                                  | 5:23,89   |
| 2     | Великобритания Алекс Партридж, Том Столлард, Том Люси, Ричард Эджингтон, Джош Уэст, Аластер Хиткоут, Мэтт Лэнгридж, Колин Смит, Эйсер Нетеркотт                        | 5:25,11   |
| 3     | США Бо Хупмен, Мэтт Шнобрич, Майка Бойд, Уайетт Аллен, Дэниел Уолш, Стивен Коппола, Джош Инман, Брайан Вольпенхайн, Маркус Макэлхенни                                  | 5:25,34   |
| 4     | Нидерланды Оливир Сигелар, Рогир Блинк, Мейндерт Клем, Йозеф Классен, Давид Кёйпер, Митчел Стенман, Олаф ван Андел, Дидерик Симон, Петер Вирсум                        | 5:29,26   |
| 5     | Польша Себастьян Косёрек, Михаль Ставовски, Патрик Бжезински, Славомир Крушковски, Рафаль Хеймей, Марцин Бжезински, Войцех Гуторски, Миколай Бурда, Даниель Трояновски | 5:31,42   |
| 6     | Австралия Дэвид Деннис, Семюэль Лох, Джеймс Чапмен, Том Лорич, Джереми Стивенсон, Джеймс Томкинс, Сэм Конрад, Стефен Стюарт, Марти Рэбьёнс                             | 5:35,10   |